# Убийство Бориса Немцова
Убийство Бориса Немцова, российского оппозиционного политического деятеля, первого губернатора Нижегородской области, бывшего депутата Государственной думы, резко критиковавшего политику президента России Владимира Путина, произошло 27 февраля 2015 года в Москве. На момент убийства Немцов являлся сопредседателем оппозиционной партии РПР-ПАРНАС и депутатом Ярославской областной думы.
Политик был застрелен поздним вечером в 23:31 на Большом Москворецком мосту, по которому шёл с 23-летней украинской моделью Анной Дурицкой. Четыре пули, попавшие в политика, убили его почти мгновенно. Немцову было 55 лет. Следственный комитет (СК) предъявил обвинение в убийстве 5 уроженцам Кавказа: Анзору и Шадиду Губашевым, Зауру Дадаеву, Хамзату Бахаеву и Темирлану Эскерханову (некоторые из них подвергались пыткам во время следствия). Один из подозреваемых Беслан Шаванов погиб при задержании при странных обстоятельствах.
В июле 2017 года присяжные признали виновными всех пятерых подсудимых, которые были приговорены к различным тюремным срокам. Согласно приговору, осуждённые совершили преступление за вознаграждение в 15 миллионов рублей, обещанные Русланом Мухутдиновым, в отношении которого ведётся отдельное расследование. Подозреваемые в суде вины не признали, приговор ими был обжалован; а по мнению одного из них, дело рассматривалось с целым рядом нарушений. В апреле 2018 года осуждённые обратились в ЕСПЧ.
По данным Bellingcat и The Insider, с мая 2014 года за Немцовым следовали как минимум трое членов группы киллеров ФСБ, которая отравила Алексея Навального, Дмитрия Быкова и Владимира Кара-Мурзу.

## Предыстория
Представитель семьи Немцова адвокат Вадим Прохоров сообщил информационному агентству «Интерфакс», что политику угрожали неизвестные лица в социальных сетях, и в связи с этим Немцов обращался в правоохранительные органы. В то же время «Интерфакс» со ссылкой на источник в правоохранительных органах отметил, что в ходе проверки было установлено: накануне убийства Немцов не обращался с заявлениями об угрозах. Про угрозы Немцову в конце 2014 года через социальные сети заявляла помощник Немцова в Ярославской областной думе Ольга Вахрина. Она же отмечала, что «по одному такому эпизоду было написано заявление в полицию».
Менее чем за три часа до убийства (с 20:00 до 21:00 по московскому времени) Немцов был в эфире радиостанции «Эхо Москвы». Главными темами выступления были антикризисный марш «Весна», обвинения Путина в развязывании вооружённого конфликта на востоке Украины, коррупционные дела в отношении приближённых Путина и проведение честных выборов.

## Убийство

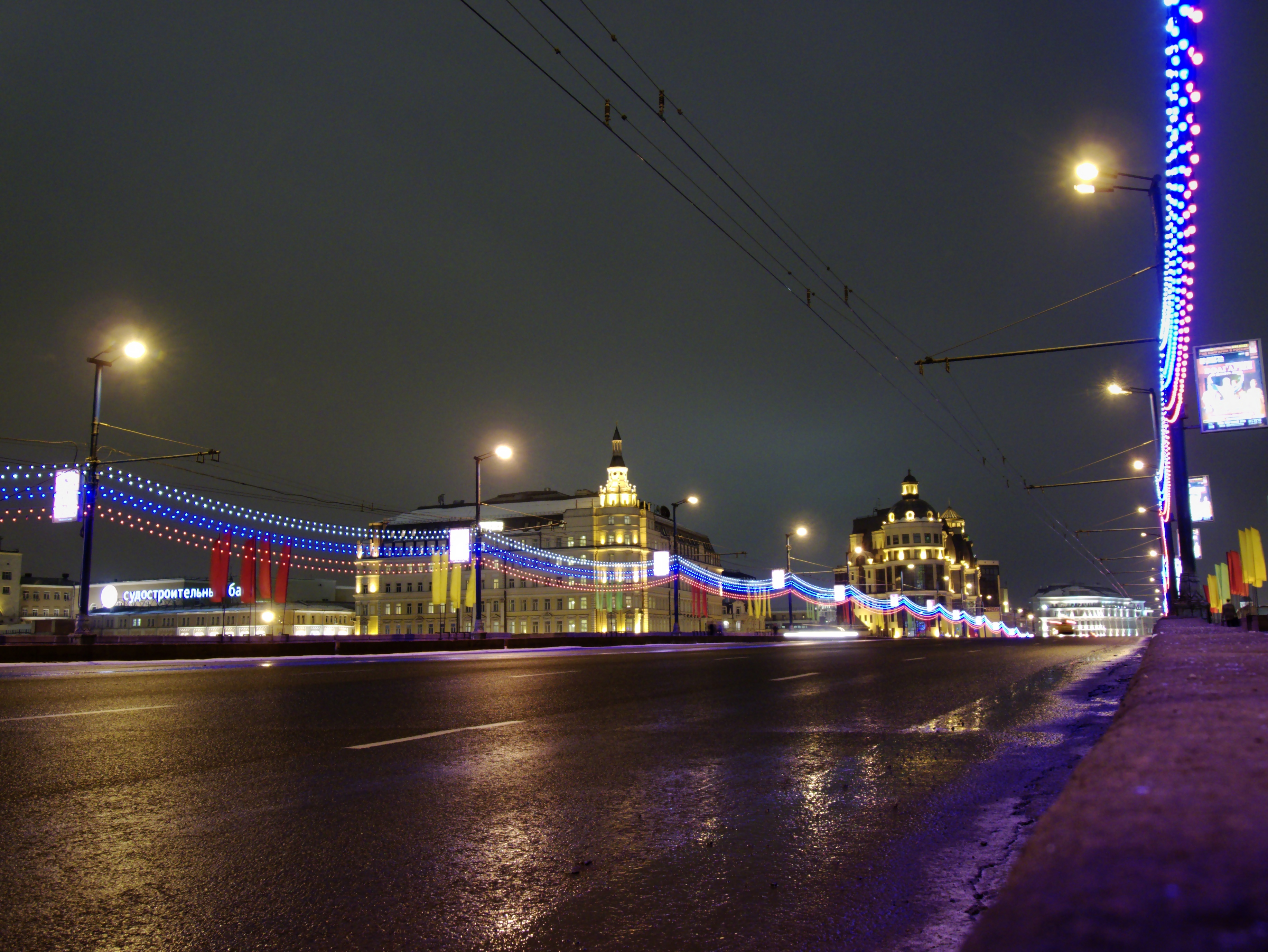
Большой Москворецкий мост, вид в сторону улицы Малой Ордынки, где жил Немцов

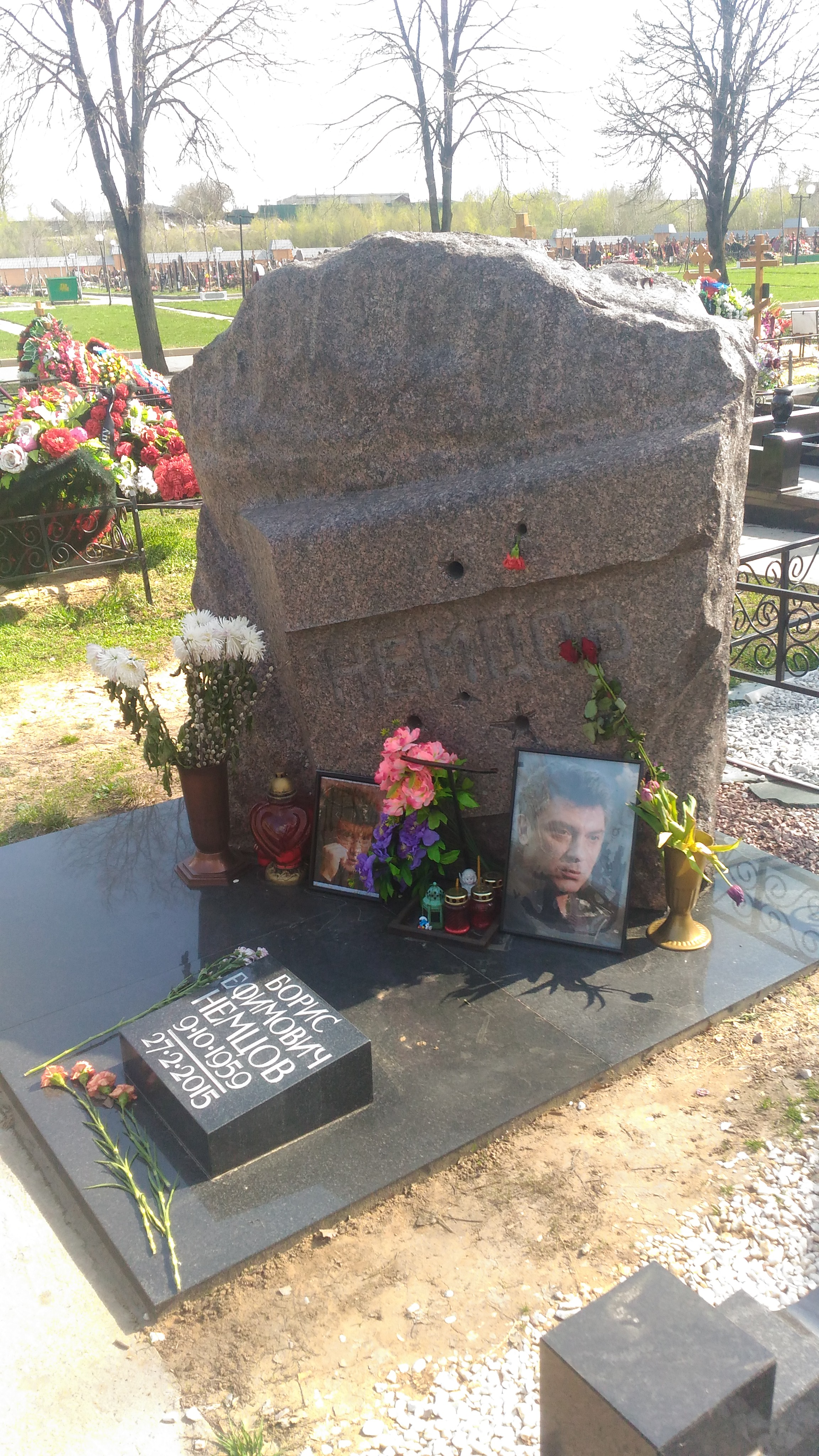
Могила Бориса Немцова на Троекуровском кладбище Москвы

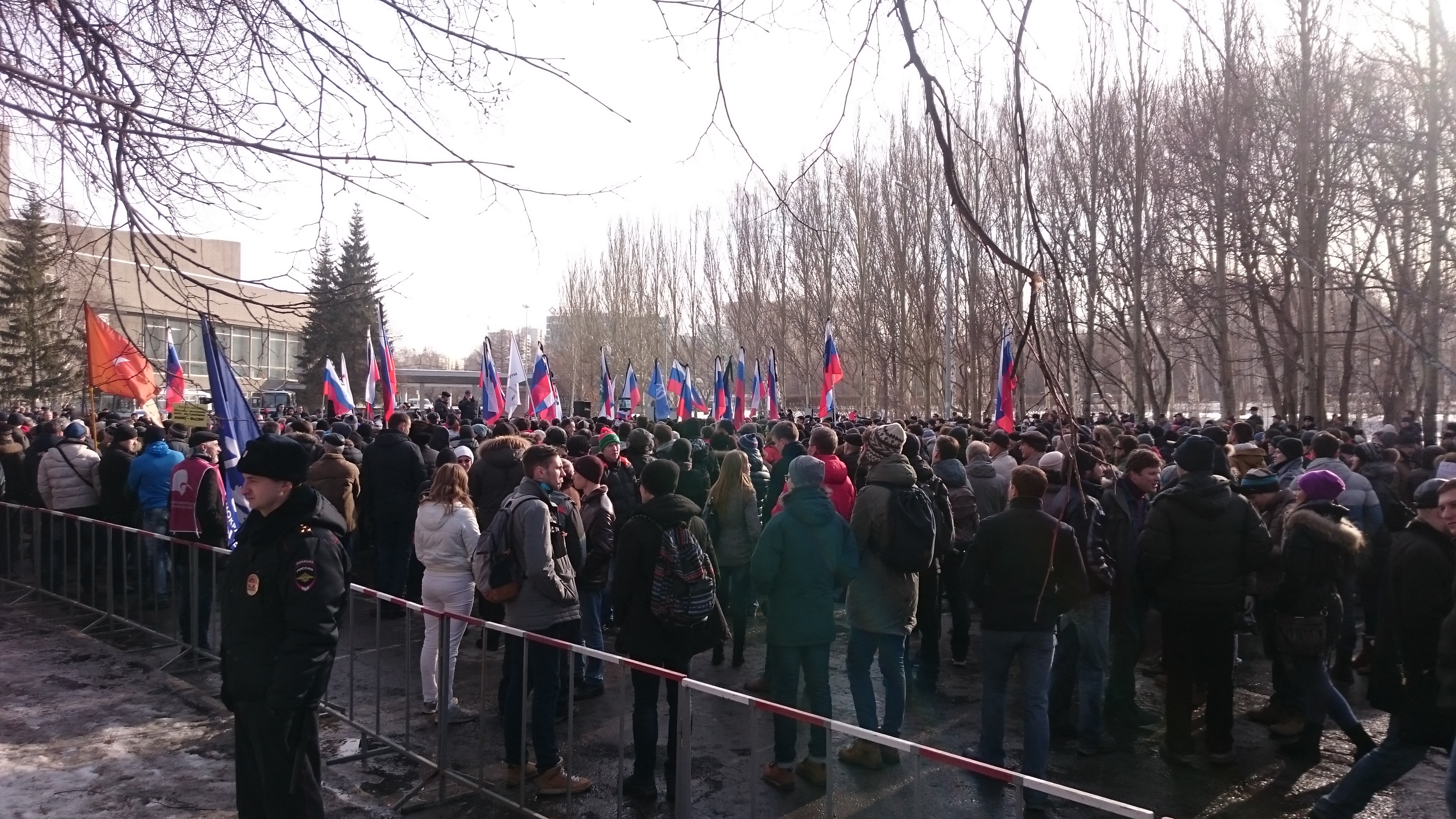
Митинг памяти Бориса Немцова 1 марта 2015 года в Екатеринбурге

Борис Немцов был застрелен в 23:31 по московскому времени 27 февраля 2015 года в Москве на Большом Москворецком мосту, когда с украинской моделью Анной Дурицкой после ужина в ГУМе направлялся в сторону дома на Малой Ордынке. По версии следствия, за Немцовым велась слежка, и злоумышленникам был известен маршрут. Убийца произвёл несколько выстрелов в спину Бориса Немцова, после чего скрылся на подъехавшем легковом автомобиле белого цвета (первоначально ошибочно предполагалось, что убийцы стреляли из проезжавшего мимо автомобиля). В Немцова стреляли шесть раз со стороны спины, четыре пули попали в голову, сердце, печень и желудок. От полученных ранений Немцов скончался на месте. Преступники скрылись на автомобиле. Был объявлен план «Перехват».
Анна Дурицкая в эфире телеканала «Дождь» рассказала, что убийца подошёл сзади, а после выстрелов скрылся на светлом автомобиле, номер и марку которого она не запомнила. По словам Дурицкой, после происшествия она обратилась за помощью к водителю стоявшей поблизости мусороуборочной машины и, узнав телефон полиции, позвонила в отделение, откуда через 10 минут прибыли полицейские.
После сообщения газеты «Коммерсантъ» о том, что записи с установленных в округе камер наблюдения отсутствовали, так как их отключили на время ремонтных работ, Московский департамент информационных технологий опроверг эту информацию, заявил, что все камеры на месте убийства работали исправно и никаких работ с оборудованием в это время не проводилось. По словам представителя Федеральной службы охраны России Сергея Девятова, все камеры ФСО работали исправно, однако Большой Москворецкий мост не попадает в их зону обзора. Бывший директор ФСБ депутат Госдумы Николай Ковалёв в интервью радиостанции «Говорит Москва» обратил внимание на весьма нетипичный для заказного убийства момент: спутница Немцова не пострадала, хотя обычно при таких убийствах свидетелей практически никогда не оставляют в живых.

Газета «Коммерсантъ» со ссылкой на экспертную оценку из собственных источников в правоохранительных органах отмечает, что убийцы, скорее всего, не были профессионалами, поскольку использовали патроны калибра 9 мм, которые были изготовлены в разное время и разными оружейными предприятиями. По данным издания, четыре патрона были сделаны в 1986 году на Юрюзанском механическом заводе, а другие два произведены в 1992 году на Тульском патронном заводе. Таким образом, по оценке экспертов, убийцы располагали ограниченным количеством боеприпасов. Оружием убийства мог послужить как пистолет Макарова, так и газовый пистолет «Макарыч», переделанный для стрельбы боевыми патронами. Кроме того, издание обращало внимание, что убийцы оставили в живых свидетельницу, которая к тому же была настолько потрясена, что не смогла назвать марку машины, на которой скрылись убийцы.

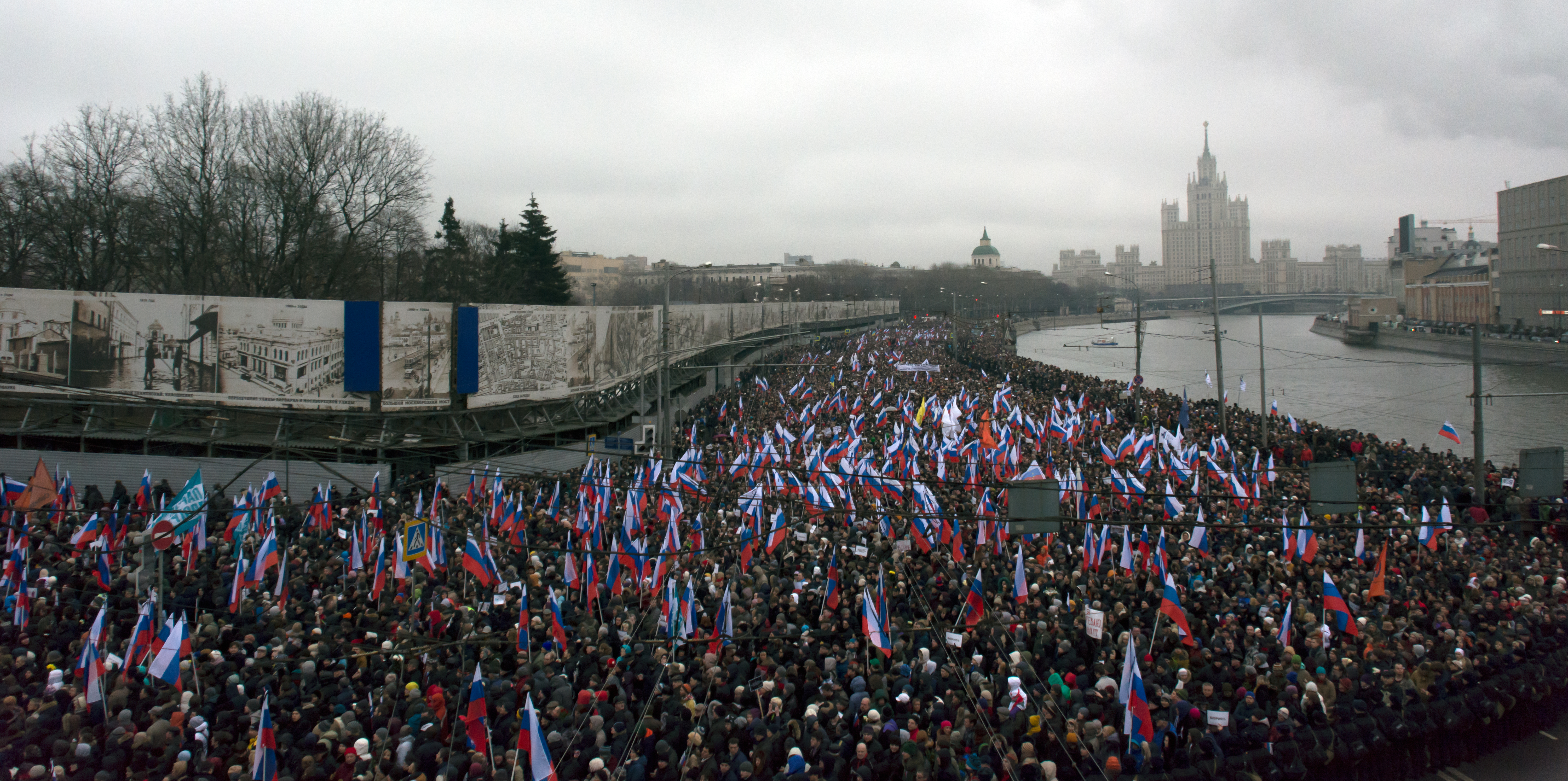
Шествие памяти Бориса Немцова 1 марта 2015 года в Москве

## Расследование
Президент России Владимир Путин поручил Следственному комитету, МВД и ФСБ создать единую следственную группу по расследованию убийства Немцова. Следственную группу возглавил Игорь Краснов, ранее расследовавший покушение на Анатолия Чубайса и раскрывший убийство Станислава Маркелова и Анастасии Бабуровой, а также — «дело БОРНа».
Главным следственным управлением СК России по Москве по факту убийства политика было возбуждено уголовное дело по пунктам «ж», «з» ч. 2 ст. 105 Уголовного кодекса России (убийство по найму, по предварительному сговору группой лиц) и ст. 222 УК России (незаконный оборот оружия).
СК назначил вознаграждение в размере 3 млн рублей за любую ценную для следствия информацию об убийстве.
В ночь после убийства в квартире политика на улице Малой Ордынке прошёл обыск с изъятием документов и материалов, связанных с его бизнесом и политической деятельностью. 1 марта был проведён обыск в кабинете Немцова в Ярославской областной думе.
Следователи установили, что убийца был одет в коричневый свитер и синие джинсы. Преступников было как минимум трое. Один из них стрелял в жертву, второй ехал на автомобиле и ещё как минимум один человек следил за Немцовым. Со слов свидетеля был составлен портрет стрелка.
Через день после убийства была допрошена в качестве свидетельницы Анна Дурицкая, она рассказала о последнем маршруте Бориса Немцова. 2 марта она была отпущена.
По заявлению пресс-службы Министерства финансов России, предположительно разыскиваемый или якобы задержанный в рамках расследования автомобиль марки «Ford», о котором написал ряд СМИ со ссылкой на следствие, принадлежит ведомственной охране самостоятельного предприятия, обслуживающей ряд государственных структур. По словам представителей министерства, автомобиль находился на месте убийства, когда там уже была патрульная машина и сотрудники правоохранительных органов. Наряду с этим автомобилем, оперативники искали машину, предположительно светлого цвета, на которой скрылись преступники.
По сообщению журналиста «Эхо Москвы» Антонины Самсоновой, 3 марта она передала СК запись видеорегистратора с места убийства Немцова. По оценке Самсоновой, видеозапись была сделана спустя 3 минуты после убийства. На записи видна стоящая на обочине уборочная машина, за которой припаркована легковая машина; также видно, что по мосту шли несколько человек.
По сообщению «Интерфакс», на дне Москвы-реки вблизи места преступления водолазами следствия были обнаружены два пистолета, один из которых орудием убийства не являлся, а по второму проводилась баллистическая экспертиза.

### Подозреваемые
7 марта 2015 года директор ФСБ Александр Бортников сообщил о задержании двоих подозреваемых по делу — Анзора Губашева и Заура Дадаева. Представитель СК Владимир Маркин подтвердил задержание, отметив также, что, по данным следствия, они причастны к организации и исполнению убийства. В этот же день секретарь Совета безопасности Ингушетии Альберт Барахаев сообщил о задержании родного брата Анзора Губашева — Шадида — по подозрению в причастности к убийству. Также стало известно о том, что один из подозреваемых — Беслан Шаванов — подорвал себя гранатой при попытке задержания в Грозном. При этом в разных документах сведения о поведении Шаванова во время задержания противоречили друг другу.
8 марта Басманный суд Москвы постановил арестовать Анзора и Шадида Губашевых, Заура Дадаева, Хамзата Бахаева и Темирлана Эскерханова. Зауру Дадаеву было предъявлено обвинение. Дадаев признал вину и рассказал, что убийство Немцова было совершено из-за критики Немцовым ислама. Предполагалось, что имелась в виду запись в блоге Немцова на «Эхо Москвы» от 9 января под названием «Исламская инквизиция», связанная с террористическим актом в редакции журнала Charlie Hebdo.
Заур Дадаев являлся заместителем командира батальона полка «Север», входящего в состав 46-го ОБРОН Внутренних войск МВД России, в звании лейтенанта. По словам Главы Чечни Рамзана Кадырова, Дадаев был «одним из самых бесстрашных и мужественных военнослужащих полка», был награждён орденом Мужества, медалью «За отвагу» и многими другими наградами. Подорвавший себя Беслан Шаванов также служил в этом батальоне. 23 декабря 2014 года Дадаев обратился с рапортом об увольнении по собственному желанию, а с 27 января по 28 февраля 2015 года находился в 30-дневном отпуске за 2015 год. Анзор Губашев работал сотрудником частного охранного предприятия, его брат Шадид — водителем грузового автомобиля «КАМАЗ».
9 марта стали известны результаты экспертиз, полученных правоохранительными органами. По предварительным данным, в Немцова стрелял Заур Дадаев.
10 марта «Новая газета» опубликовала статью, в которой утверждалось, что президенту Путину было доложено об организаторе убийства — некоем Руслане (фамилия якобы была известна «Новой газете», но не называлась), сотруднике силовых структур чеченского происхождения, живущего в Москве и о том, что существовал некий «расстрельный список», в который помимо Бориса Немцова входили Алексей Венедиктов, Михаил Ходорковский и, вероятно, Ксения Собчак. Однако пресс-секретарь Президента РФ Дмитрий Песков заявил, что ничего не знает о таком докладе, и назвал абсурдным вопрос о существовании «расстрельного списка». За три дня до этого, 7 марта, в станице Старогладковской Шелковского района Чеченской Республики сотрудники ФСБ попытались задержать Руслана Геремеева, зам. командира батальона ВВ «Север», состоящего в родстве с сенатором от ЧР Сулейманом Геремеевым и с заместителем председателя правительства ЧР Адамом Делимхановым, а также с начальником РОВД Шелковского района Вахой Геремеевым. Операцию проводили сотрудники центрального аппарата ФСБ совместно с дагестанским УФСБ (то есть без привлечения чеченских коллег), однако задержать Руслана Геремеева не удалось. После этого Руслан Геремеев под охраной местных силовиков переехал в укрепленное село Джалка, где его так и не смогли задержать следственные органы ни в качестве «ключевого свидетеля», ни в качестве «соучастника». В конце марта стало известно, что Руслан Геремеев покинул Россию.
12 марта адвокат Дадаева Иван Герасимов и адвокат Шадида Губашева Илья Трофимов обжаловали арест своих подзащитных.
16 марта было предъявлено обвинение Шадиду Губашеву, Хамзату Бахаеву и Темирлану Эскерханову, которые свою вину не признали.
1 апреля Московский городской суд отменил решение Басманного суда Москвы об аресте Шадида Губашева, Хамзата Бахаева и Темирлана Эскерханова, но оставил всех троих под стражей. В то же время апелляционная жалоба Заура Дадаева была отклонена. В тот же день Эскерханов заявил в суде, что никогда в жизни не общался ни с одним из других подозреваемых; он отметил, что Дадаева «максимум два раза в жизни видел», но «с ним не общался и ни о чём не договаривался», а «Губашева и Бахаева впервые в жизни увидел в зале суда»; в свою очередь, его адвокат Дмитрий Ульянов обратил внимание на то, что Заур Дадаев в своих показаниях не упоминает про Эскерханова.
6 апреля Басманный суд Москвы повторно принял решение об аресте Хамзата Бахаева и Темирлана Эскерханова.

#### Посещение правозащитниками
10 марта 2015 года, по данным журналиста газеты «Московский комсомолец» Евы Меркачёвой, во время посещения правозащитниками СИЗО «Лефортово», где содержались фигуранты дела об убийстве Немцова, обвиняемый Заур Дадаев отказался от признательных показаний и заявил о своей невиновности. По словам Дадаева, свою вину он признал под давлением следствия, и лишь для того, чтобы из-под стражи отпустили его друга и бывшего подчиненного Руслана Юсупова, задержанного вместе с ним. При этом Дадаев заявил Меркачёвой, что планировал рассказать всю правду на суде, однако там ему не дали возможность высказаться. По его словам, он не отказывался от адвоката, нанятого ранее родственниками, а государственного защитника Ивана Герасимова увидел впервые только в суде. Согласно первым показаниям Дадаева, помощь в деле обещал некий Русик, который посулил, что за убийство «ради Аллаха» даст «по 5 млн руб.». Дадаев утверждал, что эти деньги никто из исполнителей так и не получил. В показаниях Дадаева и Губашевых говорится, что Русиком звали как Руслана Мухудинова, так и другого бойца батальона «Север» Руслана Геремеева (у которого Мухутдинов работал водителем).
По данным социальной сети Gulagu.net, братья Губашевы и Дадаев заявили о применении к ним незаконных методов дознания: их избивали, вынуждая оговаривать самих себя. Координатор Gulagu.net и заместитель председателя Общественной наблюдательной комиссии Ева Меркачёва и член Совета по правам человека при Президенте Российской Федерации Андрей Бабушкин визуально установили наличие множественных синяков и гематом на руках и ногах, а также следы от наручников на всех четырёх конечностях. После посещения основатель «Gulagu.net» Владимир Осечкин направил заявление директору ФСИН Геннадию Корниенко, председателю Следственного комитета Александру Бастрыкину и генеральному прокурору России Юрию Чайке с просьбой провести тщательную проверку в СИЗО.
11 марта председатель Общественной наблюдательной комиссии Москвы Антон Цветков рассказал, что проверка расширенной комиссии, в состав которой вошли четыре члена Общественной наблюдательной комиссии и начальник медсанчасти СИЗО, в ходе которой с применением видеозаписи были опрошены Заур Дадаев, Анзор и Шадид Губашевы и проверены их медицинские документы, не подтвердила выводы Меркачёвой и Бабушкина. Цветков сообщил, что синяки и ссадины Анзора Губашева были получены им во время его задержания, а у Дадаева были обнаружены только ссадина в области колена и следы от наручников.
По итогам посещения Лефортова Цветков сообщил, что все трое подозреваемых отрицают свою вину, а также отметил, что у арестованных нет жалоб на условия содержания и необходимости в какой-либо медицинской помощи. Хотя, по данным «Интерфакса», главный подозреваемый Заур Дадаев официально не отказывался от своих показаний.
12 марта адвокат Дадаева Иван Герасимов рассказал, что его подзащитный не жаловался на пытки и что Дадаев давал признательные показания. По мнению Андрея Бабушкина, между адвокатом и Дадаевым нет доверия.
12 марта Ева Меркачёва и Андрей Бабушкин были допрошены в качестве свидетелей по уголовному делу и дали подписку о неразглашении.
14 марта обозреватель «Новой газеты» Елена Масюк в своей статье в газете писала, что она и член общественного совета при ГУ МВД России по Москве, специалист по информационным технологиям и телекоммуникациям Александр Куликовский в качестве членов Общественной наблюдательной комиссии Москвы посетили подозреваемых. По их словам, Заур Дадаев рассказал, что его три дня держали в подвале с мешком на голове, приковав наручниками к батарее. Также они отмечают, что Дадаев пожаловался на сильные боли в ногах, которые мешают ему спать и появились, по его словам, после применения к нему электротока. Подозреваемые обратились к родственникам с просьбой нанять им адвокатов, так как государственный адвокат, по их словам, посещал их всего дважды (7 и 13 марта). По словам Масюк, следствие настаивало на получении от неё подписки о неразглашении данных предварительного следствия, но она отказалась.

### Дальнейший ход расследования
В апреле адвокаты семьи Немцова выразили беспокойство относительно действий следователей и Следственного комитета. Первые отказали в удовлетворении ходатайства о допросе Рамзана Кадырова, Адама Делимханова и Сулеймана Геремеева, хотя ранее Кадыров согласился свидетельствовать по делу. Согласно его словам, Руслан Геремеев также был не против дать свои показания, однако опасался ареста. После обжалования в судах отказы остались без изменений. Также сменился следователь, расследовавший дело на некоего Николая Тутевича. Адвокаты выразили сомнения, что последний сможет найти организаторов, ибо ранее он вел расследования нескольких громких убийств, ни в одном из которых организаторы не были установлены и наказаны. Ссылаясь на анонимный источник, издание РБК заявило, что следователи подготовили проекты заочного обвинения Геремееву и Мухутдинову, однако его не подписал Бастрыкин — якобы за отсутствием доказательств.
По словам адвоката Заура Дадаева Ивана Герасимова, по рассматриваемому делу назначено порядка двадцати различных (судебно-медицинских, биологических, молекулярно-генетических, криминалистических, баллистических и других) экспертиз. СК назначил проведение лингвистической экспертизы с целью выяснения наличия или отсутствия в полученной Немцовым корреспонденции угроз убийства.
1 апреля следствие заявило, что наряду с показаниями свидетелей и признательными показаниями Дадаева имеются медицинские экспертизы, подтверждающие вину последнего. Сам Дадаев заявил, что давал признательные показания, будучи похищенным неизвестными людьми.
18 июня 2015 года глава Чеченской Республики Рамзан Кадыров заявил, что не верит в виновность задержанных чеченцев, и предположил, что «искать следы преступления нужно не в Чечне, а на Украине, в СБУ и далее в США». По его мнению, за убийством стоит Адам Осмаев, командующий участвующим в войне в Донбассе батальоном имени Джохара Дудаева. Осмаев назвал эти обвинения Кадырова абсурдными, отметив: «Ни для кого не секрет, сколько уже врагов Кадырова умерли не своей смертью в любых точках мира».
В конце декабря 2015 года фигурантам дела о гибели Немцова были предъявлены окончательные обвинения. В конце января издание РБК выпустило материал на базе окончательной редакции обвинения. По нему, убийство политика начали готовить в конце сентября 2014 года, организаторами выступили боец чеченского батальона «Север» внутренних войск МВД Руслан Мухудинов (род. 13 мая 1987 года) и «иные неустановленные следствием лица», а исполнителями — Беслан Шаванов, Заур Дадаев, Анзор и Шадид Губашевы, Темирлан Эскерханов и Хамзат Бахаев. В качестве вознаграждения им была предложена сумма «не менее 15 млн рублей». В дальнейшем за Немцовым была организована слежка, а для связи были закуплены мобильные телефоны.
20 июня 2016 года расследование дела в отношении Дадаева, Губашевых, Эскерханова и Бахаева было завершено, а 29 июня 2016 года материалы уголовного дела с обвинительным заключением были направлены в Московский окружной военный суд.

По версии следствия, примерно в конце сентября 2014 года указанные граждане за вознаграждение в сумме не менее 15 млн рублей согласились на предложение Руслана Мухудинова и иных неустановленных лиц убить Бориса Немцова. Участники группы тщательно готовились к убийству, изучали образ жизни Немцова, места его проживания и частого пребывания, вели скрытое наблюдение за ним, выбирали способ и место нападения, подбирали соответствующие оружие, транспорт, средства связи, определяли способы и маршруты отхода.
В течение 27 февраля 2015 года Дадаев совместно с Шавановым и Анзором Губашевым следили за Немцовым. После того, как вечером этого дня он со своей знакомой покинули здание ГУМа и пошли в сторону дома, сообщники дали сигнал Дадаеву о наличии подходящих условий для убийства. Примерно в 23 часа 31 минуту Дадаев на пешеходной дорожке Большого Москворецкого моста из имевшегося у него огнестрельного оружия произвел не менее 6 выстрелов в Немцова, от чего он скончался. При этом Анзор Губашев и Шаванов контролировали прилегающую к месту убийства территорию с целью своевременного предупреждения о возникновении опасности. После убийства Дадаев, Шаванов и Анзор Губашев скрылись с места преступления на автомобиле.
В дальнейшем Мухудинов, Шадид Губашев, Эскерханов, Бахаев и иные лица помогали им скрываться от правоохранительных органов, способствовали их скорейшему выезду за пределы московского региона.
Уголовное дело направлено в Московский окружной военный суд для рассмотрения по существу. В зависимости от роли и степени участия они обвиняются в совершении преступлений, предусмотренных п. п. «ж, з» ч. 2 ст. 105 УК РФ (убийство, совершенное организованной группой, по найму) и ч. 3 ст. 222 УК РФ (незаконные приобретение, передача, хранение, перевозка и ношение огнестрельного оружия и боеприпасов, совершенные организованной группой). Уголовное преследование в отношении Шаванова прекращено в связи с его смертью в результате самоподрыва при задержании. Мухудинов и иные неустановленные лица объявлены в международный розыск, расследование уголовного дела в отношении них продолжается.

В июле адвокат Дадаева Шамсудин Цакаев заявлял об однобокости следствия: следователи игнорировали ряд доказательств, свидетельствующих об алиби Дадаева.
По словам находившегося тогда в СИЗО бывшего банкира Петра Чувилина, который ранее представлялся советником главы Чечни, Заур Дадаев и Руслан Геремеев (племянник члена Совета Федерации Сулеймана Геремеева и командир Дадаева в батальоне «Север») якобы встречались накануне убийства с высокопоставленным лицами Чеченской Республики.
Был объявлен в международный розыск в качестве организатора убийства майор батальона «Север» Руслан Мухутдинов, который, как утверждается, скрывается в ОАЭ.
Что же касается Руслана Геремеева, бывшего заместителя командира батальона «Север», то первоначально утверждалось, что он является подозреваемым в организации убийства, но затем он был привлечён к делу об убийстве как свидетель. Однако в ходе следствия он ни разу не был допрошен и на судебный процесс он не явился. Утверждается, что он также скрылся в ОАЭ.
Брат Адама Делимханова, Аликбек, командир батальона «Север», допрошенный на суде в качестве свидетеля, не смог вспомнить ключевые подробности своей службы и детали в отношениях с Дадаевым, ввиду, по словам «Новой Газеты», «внезапной амнезии».

### Приговор
29 июня 2017 года в Московском окружном военном суде коллегия присяжных признала всех подсудимых виновными и не заслуживающими снисхождения. Подсудимым грозило наказание вплоть до пожизненного лишения свободы.
13 июля 2017 года Московский окружной военный суд вынес приговор по делу об убийстве Немцова. Заур Дадаев был приговорён к 20 годам лишения свободы, его сообщники Анзор Губашев — к 19 годам заключения, Шадид Губашев — к 16, Темирлан Эскерханов — к 14, Хамзат Бахаев — к 11 годам. Каждому из них назначен штраф в 100 тысяч рублей, все осуждённые должны отбывать наказание в колониях строгого режима. Непосредственного заказчика убийства суд не назвал.
9 августа 2024 сообщает ТАСС: Темирлан Эскерханов освобожден из колонии и заключил контракт с Минобороны, после чего отправился выполнять задачи в зоне войны с Украиной. "Эскерханов в марте 2024 года подписал контракт с Минобороны, был помилован, после чего его освободили из колонии. Он отправился в одно из штурмовых подразделений и сейчас выполняет боевые задачи. Контракт с бывшим осужденным действует один год", — рассказал собеседник агентства. По его словам, все остальные соучастники убийства Немцова находятся в колонии и заключать контракт для участия в войне с Украиной желания не изъявили.
| Имя                 | Приговор    |
| ------------------- | ----------- |
| Заур Дадаев         | 20 лет      |
| Анзор Губашев       | 19 лет      |
| Шадид Губашев       | 16 лет      |
| Темирлан Эскерханов | 14 лет      |
| Хамзат Бахаев       | 11 лет      |
| Беслан Шаванов      | Отсутствует |
| Руслан Геремеев     | Отсутствует |

## Критика расследования
28 мая 2019 года Комитет ПАСЕ по правовым вопросам и правам человека единогласно поддержал проект резолюции организации по результатам рассмотрения доклада об убийстве Бориса Немцова. В докладе сказано: 

В задачу Парламентской ассамблеи Совета Европы не входит расследование и определение, кто убил Бориса Немцова. Однако очевидно, что официальная версия, отражённая в приговоре, основана на серьёзных ошибках расследования и судебного разбирательства и не соответствует имеющимся уликам по многим фундаментальным вопросам.
В ПАСЕ подчеркнули, что исполнители вряд ли могли действовать без прямых указаний или одобрения со стороны властей. Парламентская ассамблея призвала Россию возобновить расследование убийства Бориса Немцова.
На слушаниях в ПАСЕ был обнародован протокол опроса Ахмеда Закаева, в котором приводятся показания Закаева о том, что в первых числах февраля 2012 года он получил информацию о готовящейся расправе над лидерами российской оппозиции: якобы Бориса Немцова и Гарри Каспарова предполагалось физически ликвидировать. По словам Закаева, эта информация исходила от ближайшего окружения Рамзана Кадырова и Адама Делимханова.

## Реакция на убийство
Убийство Немцова вызвало множество откликов как в России, так и за рубежом.

### Россия

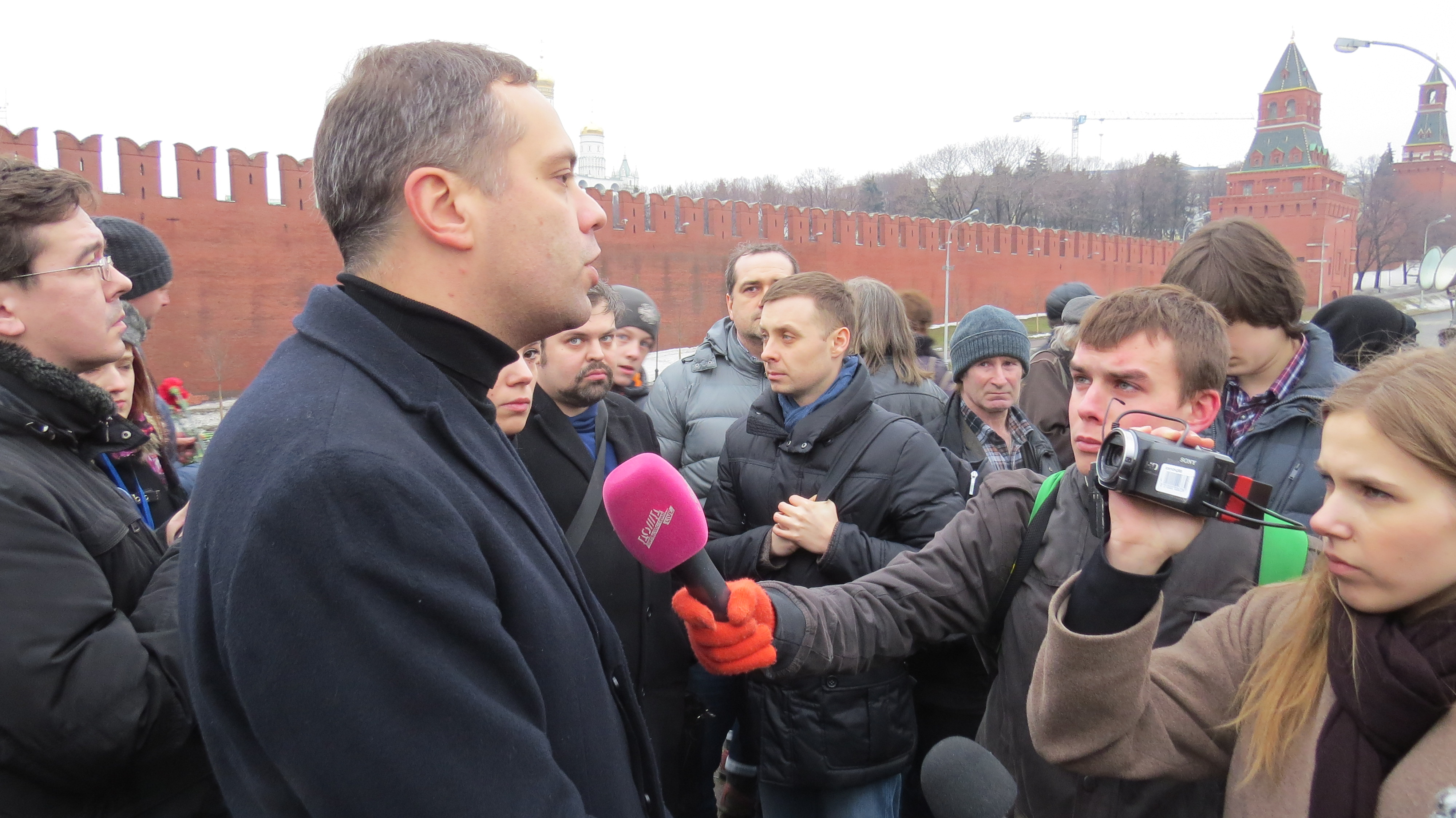
Владимир Милов даёт интервью телеканалу «Дождь» на месте убийства на следующий день

Многие российские политические и общественные деятели осудили убийство и выразили соболезнования родным и близким Немцова, в том числе Президент Российской Федерации Владимир Путин, который, со слов Пескова, назвал убийство «заказным», Председатель Правительства Российской Федерации Дмитрий Медведев, Председатель Совета Федерации Валентина Матвиенко, Председатель Государственной Думы Сергей Нарышкин, заместитель председателя Государственной думы России Сергей Неверов, министр иностранных дел России Сергей Лавров, мэр Москвы Сергей Собянин, губернатор Ярославской области Сергей Ястребов, экс-президент СССР Михаил Горбачёв, Уполномоченный по правам человека в Российской Федерации Элла Памфилова, экс-председатель Правительства России Михаил Касьянов, Михаил Ходорковский, лидер партии «Яблоко» Сергей Митрохин и другие. Глава Чечни Рамзан Кадыров в своём блоге охарактеризовал это убийство как тяжкое преступление.
28 февраля на многих центральных телеканалах вышли экстренные выпуски ток-шоу, посвящённые убийству Немцова. И сторонники, и политические противники выступили с резким осуждением данного преступления.
Оппозиционная партия РПР-ПАРНАС объявила утром 28 февраля сбор на Большом Москворецком мосту в Москве, где был застрелен Борис Немцов. На месте убийства прошла стихийная акция памяти. Люди несли цветы и плакаты «Je suis Boris».
1 марта, вместо планировавшегося ранее марша «Весна», одним из организаторов которого был Немцов, оппозиция провела согласованное с мэрией Москвы траурное шествие памяти Бориса Немцова. Колонна, возглавляемая Михаилом Касьяновым и Геннадием Гудковым, прошла по маршруту от Славянской площади (станция метро «Китай-город») до места убийства — Москворецкого моста. В шествии, по некоторым оценкам, приняло участие от 20 до 50 тысяч человек. Во время шествия по подозрению в нарушении правопорядка были задержаны, по разным оценкам, от нескольких десятков человек до более 50, включая депутата Верховной Рады Украины Алексея Гончаренко, который был позднее отпущен. Десять участников, задержанных за использование нацистской символики и неповиновение полиции, были приговорены к арестам от восьми до пятнадцати суток и штрафам в размере двух тысяч рублей.
Сороковой день со дня убийства Немцова музыканты, родственники, друзья и общественные деятели, хорошо знавшие политика, решили отметить марафоном его памяти под названием «Немцов мост» в прямом эфире на телеканале «Дождь».
Комментируя убийство, Жанна Немцова в марте 2015 года сказала, что возложить вину непосредственно на Путина не может, однако считает, что власти, включая и президента России, «несут политическую ответственность» за происшедшее. В 2017 году, в ходе судебного процесса, Немцова утверждала, что на скамье подсудимых находились только исполнители преступления, а подлинные организаторы и заказчики, занимающие высокие должности, так и не были привлечены к ответственности.
Впоследствии стихийные акции памяти переросли в постоянно действующий народный мемориал, состоящий из цветов, фотографий погибшего, лампадок и т. п. на месте убийства Немцова на Большом Москворецком мосту, неофициально поддерживаемый силами волонтёров. Власти Москвы регулярно его уничтожают.

### Международная реакция
С заявлениями по поводу произошедшего убийства выступили лидеры ряда стран: Великобритании, Венгрии, Германии, Грузии, Италии, Канады, Литвы, Словакии, США, Украины, Финляндии, Франции, Эстонии, а также руководители международных организаций: ООН, Европейского союза, НАТО, ОБСЕ, Совета Европы. Большинство высказавшихся по этому поводу политиков осудило убийство и выразило надежду на быстрое и справедливое расследование.
12 марта 2015 года Европейский парламент принял специальную резолюцию по поводу убийства Немцова. Гибель Немцова названа в резолюции «самым громким политическим убийством в новейшей истории России».
22 февраля 2019 года на зимней сессии Парламентской ассамблеи Организации по безопасности и сотрудничеству в Европе (ПА ОБСЕ) в Вене был назначен докладчик по делу о расследовании убийства российского оппозиционера Бориса Немцова. Им стала вице-председатель ассамблеи Маргарет Седерфелт (Швеция). Принимающие участие в заседании ПА ОБСЕ адвокат дочери убитого политика Жанны Немцовой Вадим Прохоров и председатель Фонда Бориса Немцова за свободу Владимир Кара-Мурза-младший заявили о необходимости международного контроля за расследованием в связи с тем, что за прошедшие четыре года со дня убийства оппозиционера «нет подвижек в установлении организаторов и заказчиков преступления».

## Память

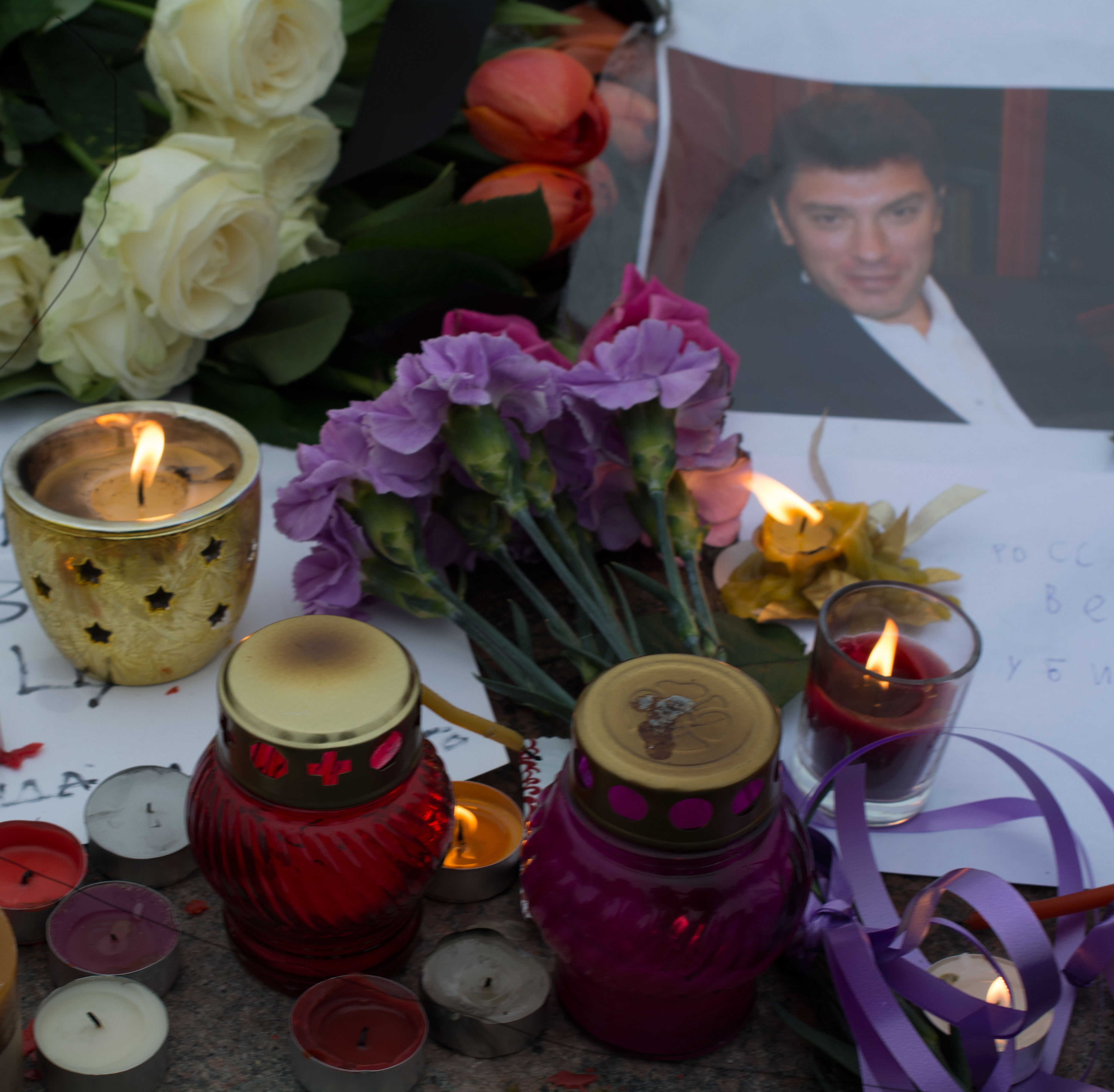
Цветы и свечи на месте гибели Бориса Немцова

### Марш памяти Бориса Немцова
Ежегодно в последнее воскресенье февраля в Москве проходит «Марш памяти Бориса Немцова». В 2019 году в столице от Бульварного кольца до Проспекта Сахарова маршировали, по разным оценкам, от 6 до 20 тыс. человек, в числе фронтменов акции пресса отметила Григория Явлинского, Алексея Навального, Евгения Бунимовича.
В 2021 году марш не был согласован властями Москвы из-за эпидемиологической обстановки, однако было разрешено возложение цветов и минута молчания. 27 февраля мероприятие посетили соратники Немцова, известные оппозиционные политики (в том числе из «Яблока»), общественные деятели, послы США, Великобритании и Евросоюза, а также Юлия Навальная (Алексей Навальный в это время находился под арестом). По данным «Белого счётчика», в Москве почтить память Немцова пришли 10 100 человек. Памятные мероприятия прошли также в других городах России: Петербурге, Казани, Краснодаре, Нижнем Новгороде, Екатеринбурге, Иркутске, Новосибирске, Челябинске, и за рубежом: Праге, Берлине, Амстердаме, Вене, Вильнюсе, Кельне, Лейпциге, Гааге, Копенгагене, Бостоне, Вашингтоне.